# Jerzy Kodinos
Jerzy Kodinos zwany Pseudo Kodinosem (gr. Ἰωάννης Ξιφιλῖνος) – bizantyński historyk z końca XIV wieku.
Jest prawdopodobnie autorem trzech prac. Dwie z nich są zachowane anonimowo w rękopisach. O samym Kodinosie nic nie wiadomo. Przypuszcza się, że żył pod koniec XIV wieku i był urzędnikiem na bizantyńskim dworze. Jego pierwsze dzieło (Πάτρια Κωνσταντινουπόλεως) dotyczy historii, topografii i zabytków Konstantynopola. Drugie dzieło (Τακτικόν περί των οφφικίων του Παλατίου Kωνσταντινουπόλεως και των οφφικίων της Μεγάλης Εκκλησίας) to traktat dotyczący urzędów i godności na dworze bizantyńskim epoki Paleologów. Trzeci utwór to chronologiczny zarys zdarzeń od początku świata.